# Ясуока (село)
Ясуока (яп. 泰阜村 Ясуока-мура) — село в Японии, находящееся в уезде Симоина префектуры Нагано. Площадь села составляет 64,54 км², население — 1775 человек (1 августа 2014), плотность населения — 27,50 чел./км².

## Географическое положение
Село расположено на острове Хонсю в префектуре Нагано региона Тюбу. С ним граничат город Иида, посёлок Анан и сёла Симодзё, Тенрю.

## Население
Население села составляет 1775 человек (1 августа 2014), а плотность — 27,50 чел./км². Изменение численности населения с 1980 по 2005 годы:
| 1980 | 2613 чел. |  |
| 1985 | 2461 чел. |  |
| 1990 | 2386 чел. |  |
| 1995 | 2270 чел. |  |
| 2000 | 2237 чел. |  |
| 2005 | 2062 чел. |  |

## Символика
Деревом села считается сосна, цветком — Erythronium japonicum, птицей — Syrmaticus soemmerringii.